# 9634 Vodice
A 9634 Vodice (ideiglenes jelöléssel (9634) 1993 XB) a Naprendszer kisbolygóövében található aszteroida. A Farra d'Isonzóban működő obszervetóriumban fedezték fel 1993. december 4-én.